# Коста (Савона)
Коста је насеље у Италији у округу Савона, региону Лигурија.
Према процени из 2011. у насељу је живело 75 становника. Насеље се налази на надморској висини од 539 м.